# Crush (chanson de Jennifer Paige)
Pour les articles homonymes, voir Crush.
Singles de Jennifer Paige
Sober
(1999)
Crush est une chanson de la chanteuse américaine Jennifer Paige sortie le 16 juin 1998. Il est le 1er single extrait de son premier album studio Jennifer Paige, sortie la même année. La chanson a été écrite par Andy Goldmark, Mark Mueller, Berny Cosgrove, Kevin Clark et produite par Andy Goldmark, Jimmy Bralower.

## Formats et liste des pistes
CD single
1. Crush — 3:19
2. Crush (dance mix) — 3:16

CD maxi
(Sortie au  Royaume-Uni : 7 juillet 1998)
1. Crush — 3:19
2. Crush (Dance Mix) — 3:16
3. Crush (Instrumental) — 3:19

CD maxi - Remixes
(Sortie : 19 octobre 1998)
1. Crush (David Morales Radio Alt Intro) — 3:40
2. Crush (Tiefschwarz Radio Edit) — 3:49
3. Crush (David Morales Club Mix) — 7:10
4. Crush (Tiefschwarz Hollywood Extended) — 8:03
5. Crush (David Morales Alt Club Body) — 7:10
6. Crush (David Morales La Crush Dub) — 7:10

## Vidéoclip
Le clip vidéo est produit par Kati Haberstok et réalisé par David Hogan. Il y démontre Jennifer en train de boire un verre avec ses amis dans un bar, puis faire de la balançoire et en train de rouler en voiture. Jennifer Paige Crush vidéo officielle Youtube

## Classements, certifications et successions
| Classement (1998)                       | Meilleure position |
| --------------------------------------- | ------------------ |
| Allemagne (Media Control AG)            | 15                 |
| Australie (ARIA)                        | 1                  |
| Autriche (Ö3 Austria Top 40)            | 10                 |
| Belgique (Flandre Ultratop 50 Singles)  | 17                 |
| Belgique (Wallonie Ultratop 50 Singles) | 7                  |
| Canada (RPM)                            | 1                  |
| États-Unis (Hot 100)                    | 3                  |
| États-Unis (Pop Airplay)                | 3                  |
| France (SNEP)                           | 4                  |
| Irlande (Irish Singles Chart)           | 6                  |
| Pays-Bas (Nederlandse Top 40)           | 6                  |
| Pays-Bas (Single Top 100)               | 6                  |
| Nouvelle-Zélande (RMNZ)                 | 1                  |
| Norvège (VG-lista)                      | 6                  |
| Suède (Sverigetopplistan)               | 14                 |
| Suisse (Schweizer Hitparade)            | 12                 |
| Royaume-Uni (UK Singles Chart)          | 4                  |

| Classement (1998)    | Position |
| -------------------- | -------- |
| Australie            | 7        |
| Belgique (Wallonie)  | 52       |
| Pays-Bas (Top 40)    | 43       |
| États-Unis (Hot 100) | 21       |
| Royaume-Uni          | 45       |

| Pays        | Certification | Date             | Ventes certifiés |
| ----------- | ------------- | ---------------- | ---------------- |
| Australie   | 2 × Platine   | 1998             | 140,000          |
| France      | Argent        | 30 juin 1999     | 125,000          |
| Royaume-Uni | Argent        | 4 septembre 1998 | 200,000          |
| États-Unis  | Or            | 28 août 1998     | 500,000          |